# Paulo Seabra
Paulo Seabra (Resende, Rio de Janeiro, 3 de janeiro de 1899 – 2 de junho de 1968) foi um farmacêutico brasileiro.
Graduado em farmácia pela Faculdade de Medicina do Rio de Janeiro em 1915. Foi eleito membro da Academia Nacional de Medicina em 1927, sucedendo Orlando da Fonseca Rangel na Cadeira 91, que é o patrono da mesma.